# 柳京ホテル
柳京ホテル（リュギョンホテル、朝: 류경호텔; ユギョンホテル、韓: 유경호텔; 英: Ryugyong Hotel）は、朝鮮民主主義人民共和国（北朝鮮）の平壌にある、105階建て・高さ330メートルのピラミッド型・超高層ビルである。ホテルを含む複合施設として計画されている。1992年には｢世界で最も高い空きビル｣ として、ギネス世界記録に認定された。

## 沿革

### 建設の経緯

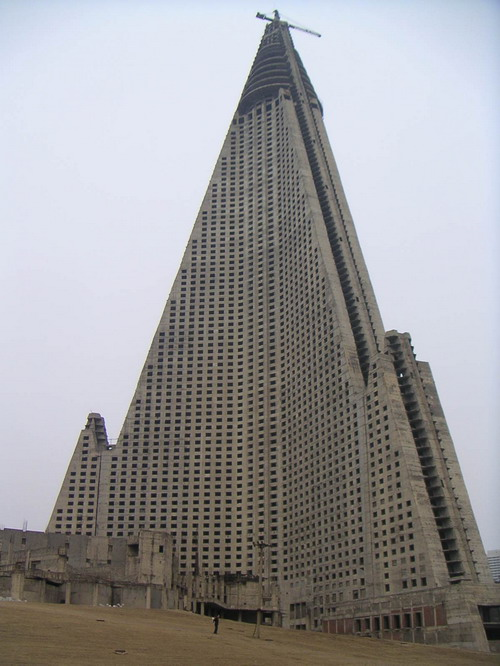
建設途中で放棄されていた柳京ホテル（2007年）

北朝鮮が1988年のソウルオリンピックに対抗して開催したとされる第13回世界青年学生祭典（1989年）に間に合わせるべく、1987年に起工された。設計および建設は白頭山建設研究院 (Baikdoosan Architects & Engineers) による。北朝鮮の威信をかけた「世界一のホテル」として、当時韓国一の高さを誇ったソウルの63ビルや韓国の双竜グループ（後のSTXグループ）が1986年にシンガポールに建てた当時高さ世界一のホテル・ウェスティン・スタンフォード・シンガポールよりも高くすることを目指したとされる。ホテル名は平壌の旧称である「柳京」から取られ、建設段階から国外へ向けての宣伝を行い、地図にも掲載されていた。
しかしあまりにも巨大な施設のため、第13回世界青年学生祭典には間に合わないことが明らかになり、急遽両江ホテルと西山ホテルが建てられた。その後ホテルの完成そのものが危うくなるにつれ、北朝鮮当局は不足している資金や建設技術を日本など西側の外資を誘致することで解決しようと画策、建設中にもかかわらず外国人ツアーの経路に柳京ホテルを入れたり、投資会社 (Ryugyong Hotel Investment and Management Co.,) を設立し、カジノを設置して日本人観光客を誘致する案を打ち出したりした。しかし1992年に建設は完全に中断され、15年以上にわたり備品はおろか窓も外装すらないまま放置された。この中断の原因は資金不足や電源不足、「苦難の行軍」と呼ばれる広汎な飢餓のためと推測される。
長らく放置されたことで単独の建築物としては世界最大の廃墟であると言われ、アメリカのファッション雑誌『Esquire』は2008年に「人類史上最悪の建物」という題で柳京ホテルを「傾いた北朝鮮式シンデレラ城」と紹介した。また『CNN』の選んだ「世界で最も醜い建物」の第1位に選出されている。国際メディアからは「滅びのホテル (Hotel of Doom)」「幽霊ホテル（Phantom Hotel）」と呼ばれている。一時は監視員が常時監視し撮影を固く禁じられ、NGOメンバーのマイク・ブラツケもシャッターを切ったため秘密警察に連行された。平壌直轄市内の観光コースからも外されていた。

### 建設再開

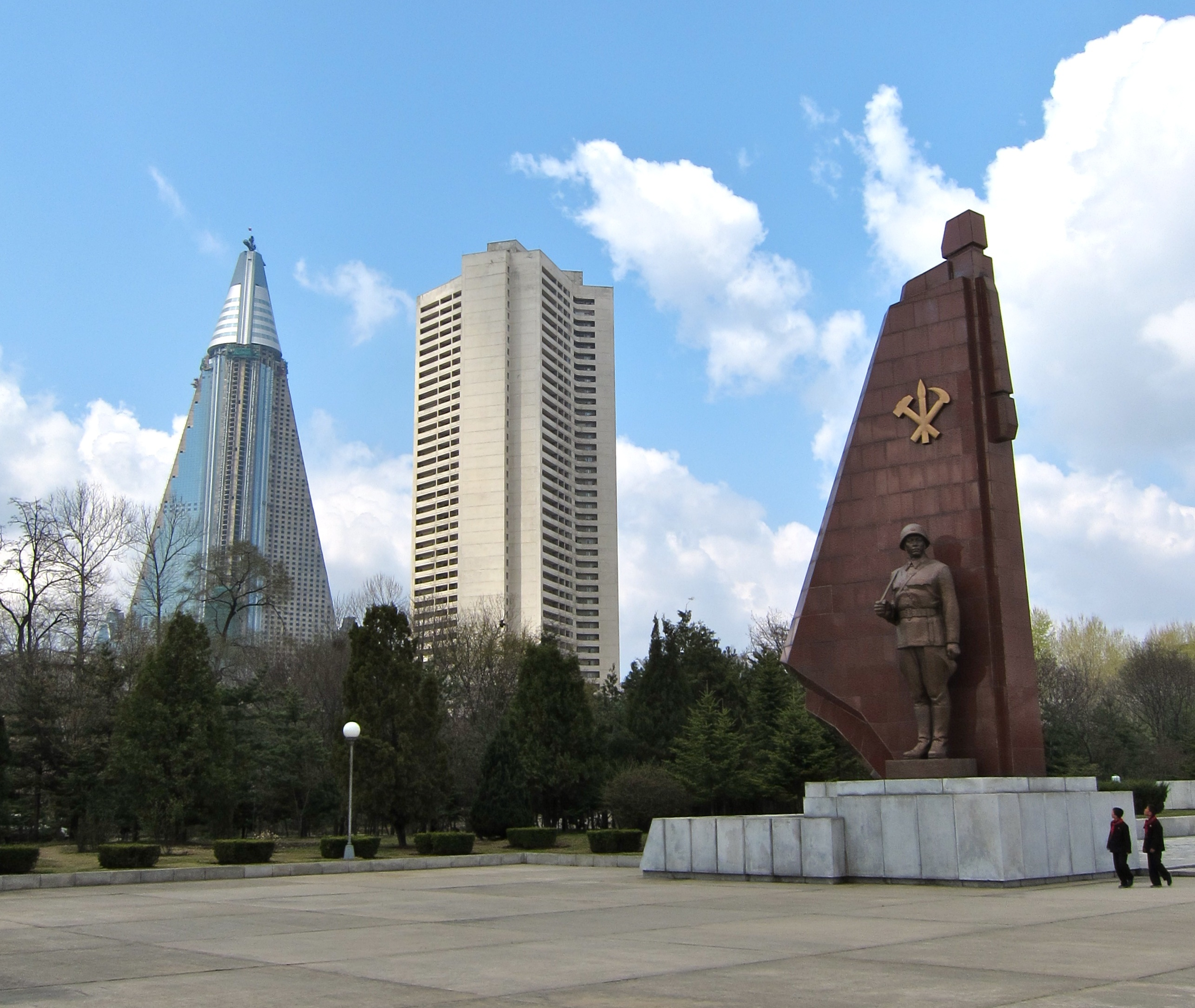
建設再開後の柳京ホテル。近傍にある祖国解放戦争勝利記念塔より（2010年4月）

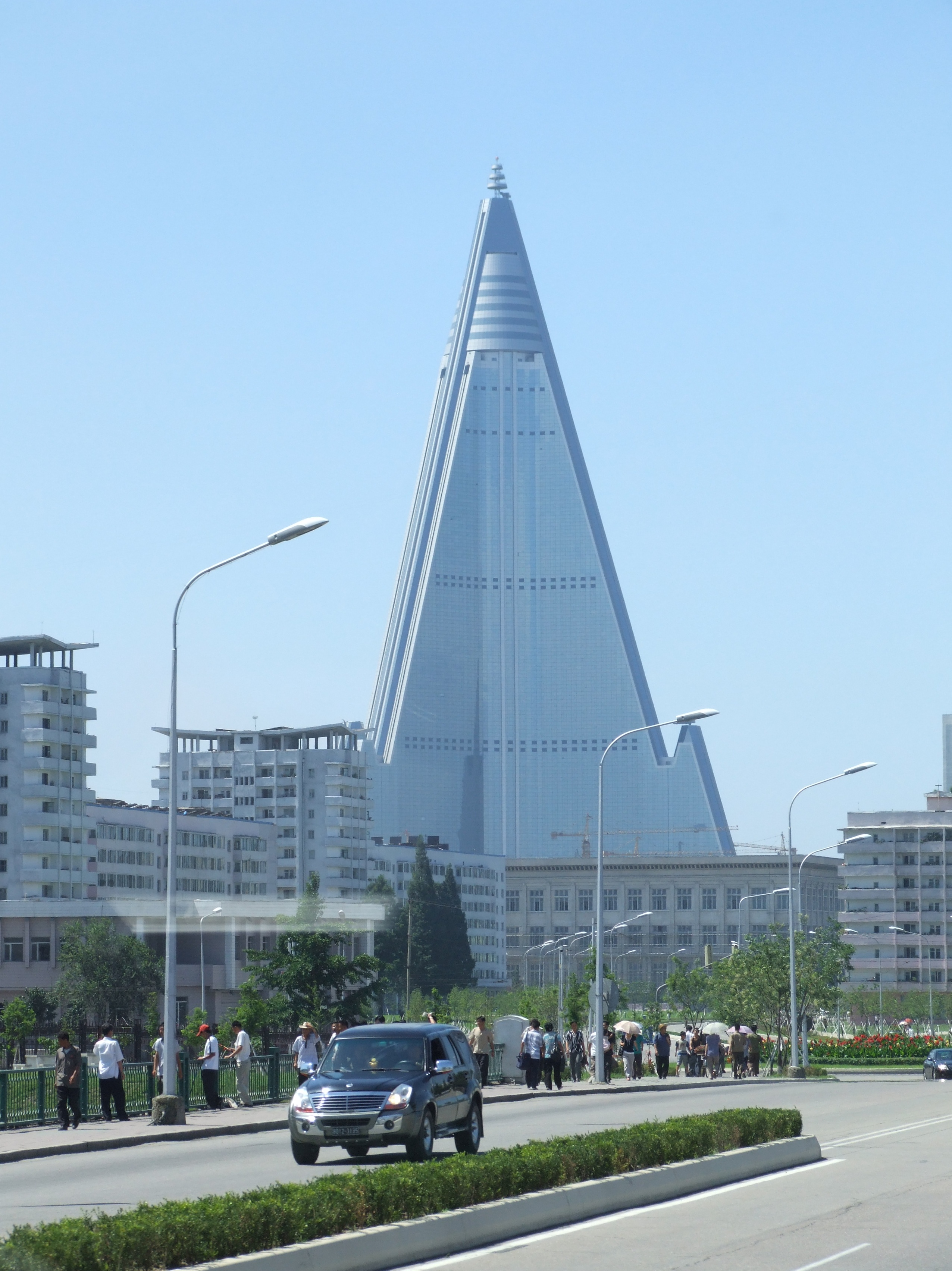
柳京ホテル（2012年）

2008年5月、16年ぶりに建設が同年4月より再開されたことが報じられ、窓ガラスの取り付け工事が始まった。建設には北朝鮮で携帯電話事業の展開を計画中のエジプト企業オラスコム・テレコム社（当時の会長はナギーブ・サウィーリス）が関わっていたとされ、1億8000万ドルを投資したという情報もあった。2012年4月15日の金日成の生誕100周年までの完成を目指しているとされたが、この目標もついに達成されることはなかった。
2012年9月23日に北京の旅行会社高麗ツアーズのスタッフが建物内部へ入った。スタッフは玄関ロビーや会議室は完成間近とコメントしたが、公表されたロビーの写真では鉄骨やコンクリートがむき出しのまま工事が止まっていた。その際、建設関係者から「完工まであと2、3年を要する」と示唆された。2012年11月1日、欧州のホテルチェーン企業ケンピンスキーが営業を請け負うこととなり、2013年中ごろに一部開業するとの見通しを明らかにした。その後ケンピンスキーのレトー・ヴィットヴァー会長が韓国メディアに対し最上部に最大150客室規模をオープンすることを発表、同社ミヒャエル・ヘンスラー中国支部長も柳京ホテルは国際基準を満たしているとし、5つの回転式レストランやスパ、宴会場、商業施設、地下には劇場や映画館を備える計画を発表するなど当初ケンピンスキーは北朝鮮での事業展開に積極的な姿勢を見せていた。しかし、2013年3月にケンピンスキーの幹部は現時点では平壌でのホテル産業には参入できないとし、開業は事実上白紙となった。さらに4月9日には最終的に開発を断念すると発表した。

### 2010年代後半以降
その後、しばらく建設に関する報道はなかったが、2016年12月15日に韓国の聯合ニュースが2017年中に開業する可能性を報じた。2017年4月3日、高さ555mのロッテワールドタワーがグランドオープンしたため、朝鮮半島最高峰のビルの座から陥落した。2017年7月27日にはAP通信が「ホテルの正面に看板が取り付けられた」と報じている。2018年には建物周囲の塀が撤去され、ライトアップショーが行われた。2018年8月に朝鮮中央放送の社屋で火災が発生した際に、一時的に放送設備が当ホテルに移されたとの情報もある。
2019年には、公式ロゴが建物前面に取り付けられたものの、その後も一向に開業の発表は無い。

## 建物の設計、工事費、立地、その他について
平壌直轄市普通江区域、平壌教員大学の近くにあり、平壌直轄市主要部のいずこからもよく見える特徴的な三角形のフォルムをしている。矢羽のような三角錐状の外観は非常に特徴的で、安定性を重視した設計がなされているとされる。
延べ建築面積は約36万m2、朝鮮労働党中央委員会総書記・金正日の教示があった日である10月5日にちなんだとされる105階建（114階、117階説もある）で、客室数3,000室（6,000室説もある）以上を有し、最上階には3つの回転展望レストランを用意する予定であった。
『Engineering News Record』（1990年11月15日）によると、ホテルの工事費は7億5,000万ドルと推測された。ちなみに、北朝鮮の国内総生産は90年代末でも126億ドル（1998年、韓国銀行推定値）であったことを考慮すれば、このホテル建設プロジェクトが北朝鮮経済に及ぼした負担の大きさが窺える。柳京ホテルを完工するには専門家の見積もりによるとさらに5億～10億ドルがかかると言う。
建物の形状は安定性の高い三角形だが、ホテルがある普通江地域は大同江の支流である普通江に取り巻かれた地帯でその中でもホテルの建物は田畑が多数存在した川岸の地盤の悪い土地に建っており、この劣悪な地盤と設計ミスにより建物の傾きが判明している。さらに保護措置が取られないまま長期間建物が放置された結果、コンクリートのクラックに入り込んだ水分が冬の寒さで凍結膨張をくりかえし一層強度が低下したともされ、建設継続は不可能と見る専門家もいる。
ケンピンスキーは開発を断念した時点で外装工事とロビーや宴会場などの一部の内部工事は終わっており、客室のある最上層部から先に開業する予定だったとしている。また、ホテルの中間までのエレベーターはシャフトが曲がっているため使用はいまだ不可能としている。

## ギャラリー

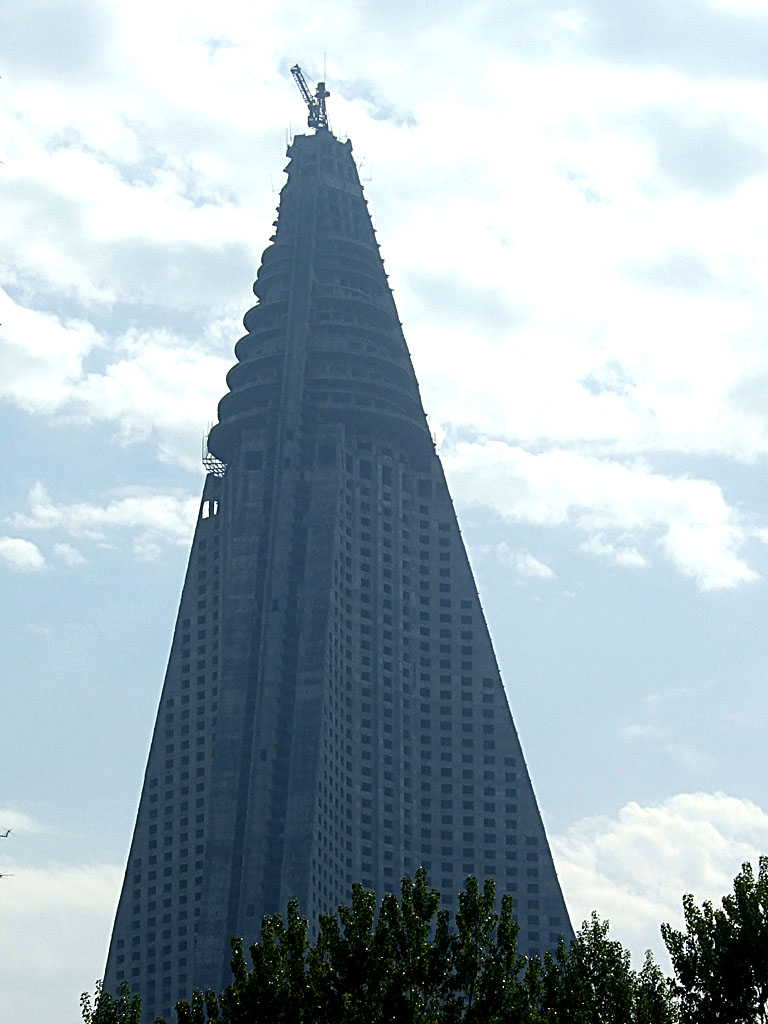
大城山革命烈士陵から見た柳京ホテルの最上部
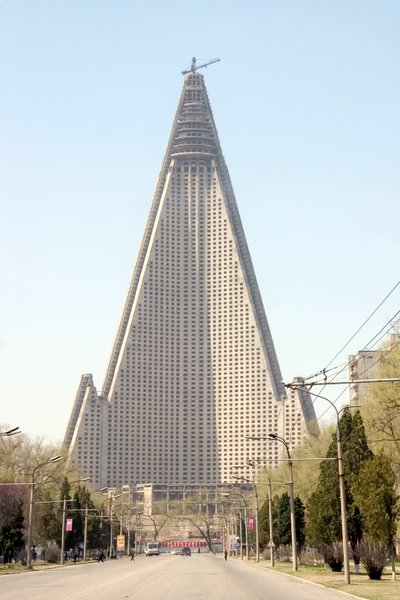
建設中断時の柳京ホテル（2005年4月）
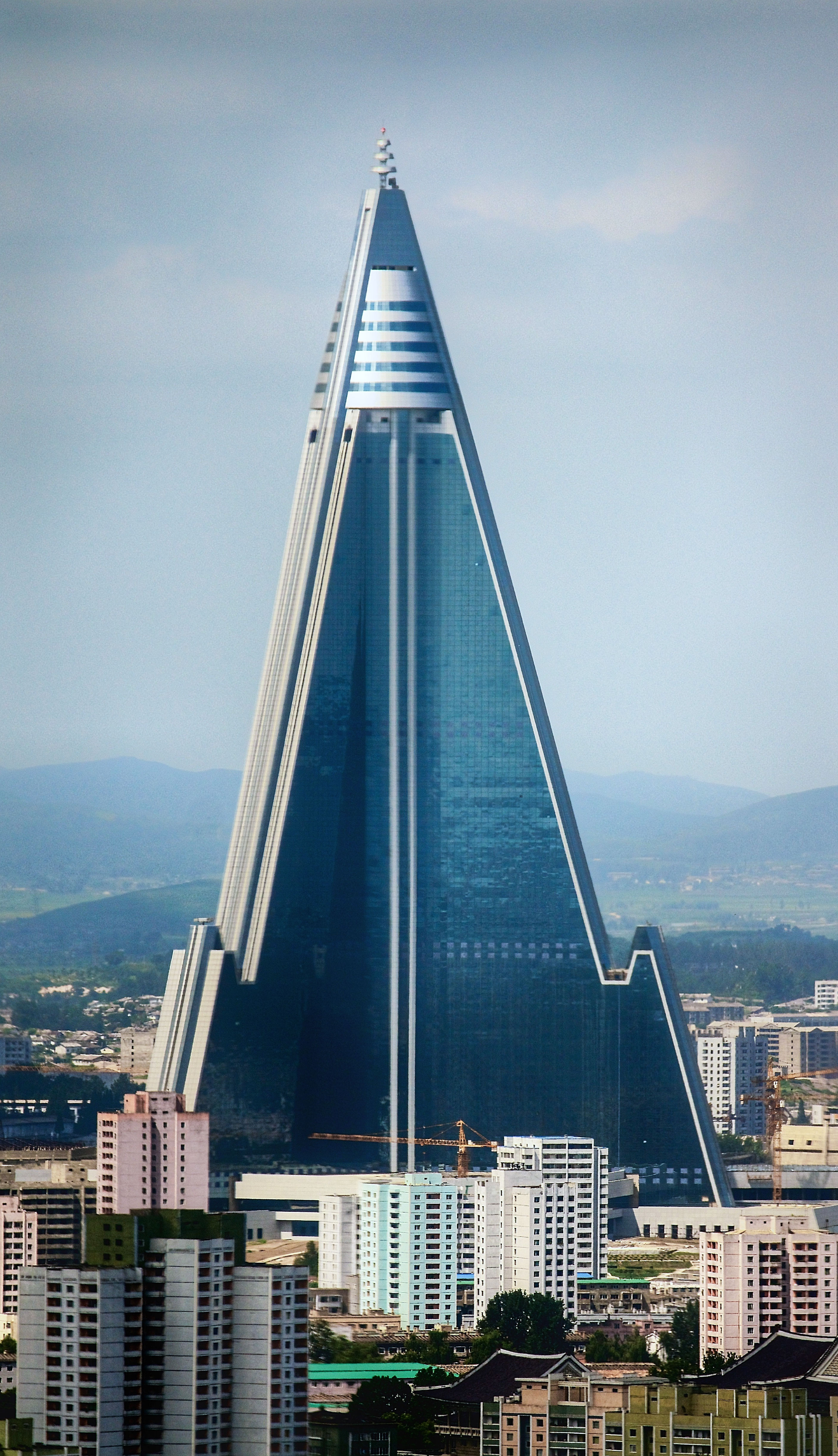
建設中の柳京ホテル（2011年8月）
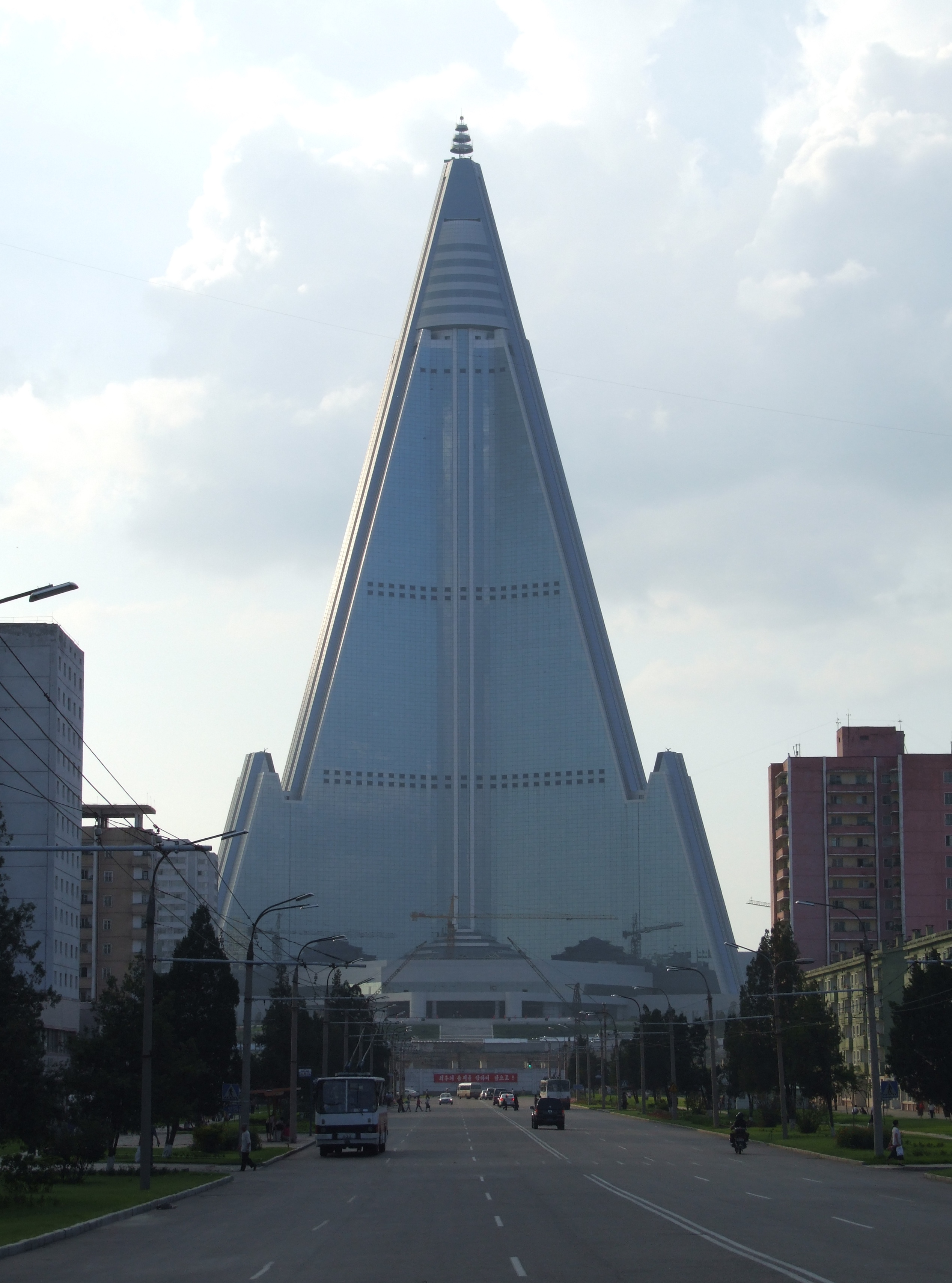
建設中の柳京ホテル（2012年8月）
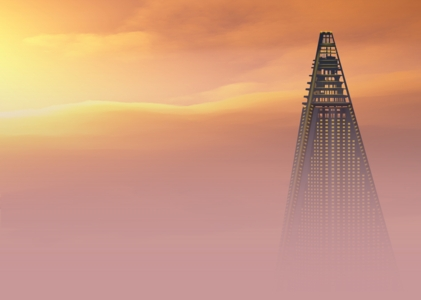
完成予想イラスト